# Bobby Murdoch
Bobby Murdoch (Bothwell, 17 agosto 1944 – Glasgow, 15 maggio 2001) è stato un allenatore di calcio e calciatore scozzese, di ruolo centrocampista.

## Carriera
Vinse nel 1969 il premio di Giocatore dell'anno della SFWA. Con il Celtic vinse 8 volte il campionato scozzese (1966, 1967, 1968, 1969, 1970, 1971, 1972, 1973) e 5 volte la Coppa di Scozia (1965, 1967, 1969, 1971, 1972). Fu inoltre uno dei Lisbon Lions che vinsero la Coppa dei Campioni nel 1967.

## Palmarès

### Club

#### Competizioni nazionali
- Campionato scozzese: 7

Celtic: 1965-1966, 1966-1967, 1967-1968, 1968-1969, 1969-1970, 1971-1972, 1972-1973
- Coppa di Scozia: 5

Celtic: 1964-1965, 1966-1967, 1968-1969, 1970-1971, 1971-1972
- Coppa di Lega scozzese: 5

Celtic: 1965-1966, 1966-1967, 1967-1968, 1968-1969, 1969-1970

#### Competizioni internazionali
- Coppa dei Campioni: 1

1966-1967